# 吉田病院 (北海道)
吉田病院（よしだびょういん）は、医療法人社団慶友会が設置する北海道旭川市の医療機関。

## 診療科
- 内科
- 消化器内科
- 循環器内科
- 呼吸器内科
- 腎臓内科
- 内分泌内科
- 緩和ケア内科
- 外科
- 整形外科
- 泌尿器科
- 精神科
- 眼科
- 放射線科
- リハビリテーション科
- 歯科・口腔外科

## 沿革
- 1981年（昭和56年）12月 - 吉田病院が開設[4]。
- 1989年（平成元年）11月 - 医療法人化し、医療法人社団慶友会が発足する[4]。
- 1991年（平成3年）8月 - 現在地に新築し、移転する[4]。
- 2006年（平成18年）12月 - 療養病床を廃止し、一般病床を232床から263床に増床する[4]。

## フロア・院内施設
| フロア | 院内施設 |
| ------ | --- |
| 7F     | 7階病棟 |
| 6F     | 6階病棟 |
| 5F     | 5階病棟、緩和ケア病棟 |
| 4F     | 4階病棟 |
| 3F     | 3階病棟、人間ドック、人工腎臓センター |
| 2F     | 2階病棟、放射線検査室、生理検査室、人工腎臓センター、リハビリテーション、ティーラウンジ                                                                                   |
| 1F     | 1階病棟、総合案内、受付、会計、外来診察室・待合室、採血室・点滴室・処置室、歯科、肝臓病センター、糖尿病・生活習慣病センター、内視鏡センター、化学療法・治療センター、売店 |

## 機関指定
| 救急告示医療機関             | 労災保険指定医療機関         |
| 国民健康保険療養取扱機関     | 身体障害者福祉法指定医療機関 |
| 生活保護法指定医療機関       | 自立支援法指定医療機関       |
| 難病法指定医療機関           | 肝疾患に関する専門医療機関   |
| 小児慢性特定疾病指定医療機関 |                              |

2020年（令和2年）4月1日現在

## 新型コロナウイルス感染症
- 2020年
  - 11月6日 : 入院患者と職員9人が新型コロナウイルスに感染していることが判明し、クラスターに認定[6]。
  - 11月9日 : 感染した入院患者1人の死亡が確認。同院及び旭川市内で初めて新型コロナウイルス感染症の死者が確認された[7]。
  - 11月23日 : 新たに職員や入院患者10人の感染が確認され、累計の感染者が104人と、院内感染による感染者が100人を超えた[8]。
  - 11月25日 : 吉田病院が旭川市に対して自衛隊の派遣要請を文書で要請[9]。
  - 12月9日 : 鈴木直道知事からの要請で派遣された自衛隊の看護師が到着し、支援活動を開始した[10]。
  - 12月10日 : 新たに4人の感染が確認され、累計の感染者が201人と、院内感染による感染者が200人を超えた[11]。
  - 12月21日 : 同月9日から派遣されていた自衛隊の看護師が撤収[12]。
- 2021年
  - 1月18日 : 病院内の感染者が2週間出ていないことから収束に向かっていると判断し、約2ヵ月半ぶりにリハビリテーション科を除く全ての外来診療を再開[13]。最初の感染者が確認されて以来、計216人が感染し、うち39人が死亡した[13]。
  - 1月31日 : クラスターの終息を宣言[14]。

### 旭川市などへの批判
12月1日、吉田良子理事長が病院のホームページ上で感染拡大の経緯を公表し、他の病院からの支援に感謝を示した一方、旭川市や保健所、旭川医科大学病院の対応を非難し、旭川市に自衛隊の派遣要請などを求めたが、西川将人市長から「公共性」、「非代替性」を満たさないとして却下されたこと、旭川市保健所に患者の転院調整を要請したが、かなわず多くの患者が院内にとどめ置かれたこと、旭川医科大学病院がクラスター発生と同時にそれまで吉田病院に派遣していた非常勤医を一斉に引き上げたことなどを明かした。それがSNS上で拡散され、波紋が広がった。